# 烏克萊斯戰役
烏克萊斯戰役發生於1809年1月13日，由維克托元帅率领的法国法國第一軍團襲擊了凡尼加斯率领的西班牙军队。法军轻而易举地击溃了人數較少的敌人，俘虏了超过一半的西班牙步兵。 
1808年末，拿破仑皇帝率领法军入侵西班牙並占领了马德里，但西班牙軍隊隨之開始了反抗。1808年12月，由第13代因凡塔多公爵率领的中央军團開始向马德里進軍，谨慎的因凡塔多公爵派他的副官凡尼加斯率领强大的先锋队来試探法軍。1809年1月，维克托集中了他的部队向凡尼加斯发起进攻。在没有指揮的情况下，凡尼加斯不明智地试图在烏克萊斯駐紮。维克多用小部分軍隊擊敗了西班牙守军，並將他們趕進大軍中，西班牙軍隊將近一半被殲滅，接著該地去停止了軍事行動，直到三個月後的雷亞爾城战役。

## 註腳
1. 1 2 3 4 5 6  Bodart 1908，第393頁.